# آدی اشتاین
آدی اشتاین (انگلیسی: Adi Stein؛ زادهٔ ۸ اکتبر ۱۹۸۶) بازیکن فوتبال اهل اسرائیل است.
وی همچنین در تیم ملی فوتبال زنان اسرائیل بازی کرده‌است.